# Triaenodes lurideolus
Triaenodes lurideolus är en nattsländeart som beskrevs av Wolfram Mey 1990. Triaenodes lurideolus ingår i släktet Triaenodes och familjen långhornssländor. Inga underarter finns listade i Catalogue of Life.